# جينا كونينغهام
جينا كونينغهام (بالإنجليزية: Gina Cunningham)‏ هي فنانة أمريكية، ولدت في 26 نوفمبر 1955 في سبرينغفيلد في الولايات المتحدة.